# Richard Creagh-Osborne
Richard Pearson Creagh-Osborne (Stowmarket, 5 de abril de 1928-Lymington, 20 de agosto de 1980) fue un deportista británico que compitió en vela en la clase Finn. Ganó una medalla de bronce en el Campeonato Mundial de Finn de 1964.

## Palmarés internacional
| Campeonato Mundial | Campeonato Mundial    | Campeonato Mundial | Campeonato Mundial |
| Año                | Lugar                 | Medalla            | Clase              |
| ------------------ | --------------------- | ------------------ | ------------------ |
| 1964               | Torquay (Reino Unido) | Medalla de bronce  | Finn               |